# Plan-d'Orgon
Plan-d'Orgon è un comune francese di 2 852 abitanti situato nel dipartimento delle Bocche del Rodano della regione della Provenza-Alpi-Costa Azzurra.

## Società

### Evoluzione demografica
Abitanti censiti